# Marco Sergio Silo
Esistono diversi personaggi della gens  Sergia che portano questo nome.
Un Marco Sergio Silo  è citato da Plinio. Era un generale romano che combatté nella seconda guerra punica. Fu pretore nel 197 a.C. Perse la mano destra in gioventù in una battaglia. Si servì quindi di una protesi ed è il primo caso noto di portatore di protesi citato in letteratura.
Un Marco Sergio Silo fu magister equitum sotto Lucio Emilio Paolo Macedonico nella guerra contro Perseo o terza guerra macedonica (171 a.C. - 168 a.C.).
Un Marco Sergio Silo, che raggiunse il grado di questore, fu nel 116 o 115 a.C. magistrato monetario. In questa funzione fece coniare un denario che reca al dritto la testa elmata di Roma e al rovescio un cavaliere al galoppo che tiene nella mano una spada e una testa di barbaro e che vuole ricordare il suo predecessore omonimo.